# Bertil Wiktorsson
Karl Bertil Wiktorsson, ursprungligen Viktorsson, född den 2 augusti 1930 i Brännkyrka församling i Stockholm, död den 11 augusti 2015 i Norrtälje, var en svensk filmfotograf.
Wiktorsson arbetade som filmfotograf vid Sandrews, Nordisk Tonefilm och Sveriges Television. Han är begravd på Skogskyrkogården i Stockholm.

## Filmfofo i urval
- 1961 – Pärlemor
- 1963 – Den gula bilen
- 1964 – Kungsleden
- 1966 – Hemsöborna
- 1968 – Bombi Bitt och jag (TV-serie)
- 1970 – Röda rummet (TV-serie)
- 1986 – Hummerkriget (TV-film)
- 1990 – Ebba och Didrik (TV-serie)
- 1991 – Infödingen (TV-serie)
- 1993 – Hemresa
- 1993 – Dockpojken
- 1993 – Snoken (TV-serie)